# 路克·蓋洛斯
安德魯·威廉·漢金森（英語：Andrew William Hankinson，1983年12月22日—）是出生於美國馬里蘭州的職業摔角手。他活躍於WWE、TNA、新日本等摔角聯盟，在WWE裡他曾採用過費斯圖斯（Festus）以及路克·蓋洛斯（Luke Gallows）等擂台名稱，於TNA及新日本時期則分別參與過Aces & Eights與子彈俱樂部等摔角反派團體。
他與另名摔角選手卡爾·安德森是長年合作的夥伴，兩人的組合在新日本與WWE裡都有拿下過雙打冠軍的記錄。

## 經歷

### 早期出道
安德魯最初是在西維吉尼亞州、賓州，以及他的家鄉馬里蘭州一帶的地方摔角聯盟露面。他早期採用過的擂台名稱是多利安·德威（Dorian Deville），並也曾以蒙面造型的摔角手模樣登場。

### WWE時期

#### 深南部摔角聯盟
2005年4月期間，安德魯在WWE摔角聯盟的選拔節目《$1,000,000 Tough Enough》裡，被名列為最後入選的十位選手之一。與WWE簽下合約後，他被分配到深南部摔角聯盟（Deep South Wrestling、DSW）接受培訓。
在DSW裡，安德魯使用的擂台名稱是怪異迪肯（The Freakin' Deacon），角色造型上是一個面部塗有彩繪且精神錯亂的選手。一開始他所分配到的劇情，是擔任DSW上司帕默爾·康諾的打手，負責與達利夫·辛格（Dalip Singh，往後的巨人卡利）聯手除掉帕默爾的妨礙者。在出現怪異迪肯遭受背叛的劇情線後，則有讓他與比爾·迪馬特合組團隊的安排。

#### 主秀登場
2006年5月29日WWE將安德魯拉上節目的主秀登場，初期安排是讓他裝扮成另一名摔角手肯恩，讓他與正牌的肯恩對抗。其中安德魯所裝扮造型是肯恩在1997年期間初登場的蒙面造型。
安德魯的冒牌肯恩劇情線，是在2006年《致命復仇》大賽上贏下正牌肯恩後結束。之後他被WWE調回DSW裡繼續出賽。

#### 與傑西的組合

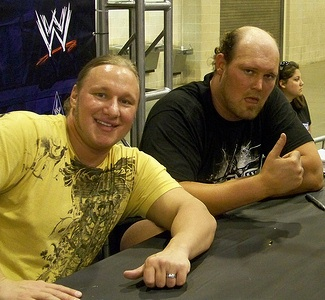
與傑西（左）一同出席摔迷簽名會的費斯圖斯。

2007年5月11日WWE在節目《SmackDown!》上，透露出即將要讓安德魯與瑞·戈迪組成的雙打團隊「道爾頓男孩」（Dalton Boys）登場，當時WWE計畫賦予他們的角色型態為美國南方佬風格，並打算讓安德魯使用費斯圖斯·道爾頓（Festus Dalton）的擂台名稱。不過沒多久WWE把這項計劃取消，將安德魯與瑞兩人調到俄亥俄谷摔角（Ohio Valley Wrestling、OVW）裡。
他們被下放到OVW沒多久後，6月29日WWE再次開始宣傳安德魯與瑞兩人的新形象，此回的新構思是讓安德魯使用費斯圖斯（Festus）的擂台名稱，所塑造的角色個性上是名平時呆滯；但一聽到擂台旁比賽鐘聲敲響時性格就會狂暴化的雙重性格角色（如果聽到第二次的鐘聲時則會恢復成呆滯模樣）。而瑞則改用傑西（Jesse）的擂台名稱，角色定位上是要負責在旁攜帶憨呆的費斯圖斯。他們的組合一開始是先安排在不會於電視播出的比賽露面，之後選在10月5日的《SmackDown!》上正式曝光。
費斯圖斯和傑西搭檔時期的主要劇情線，有讓他們在11至12月期間對上雙打冠軍米茲與約翰·莫里森，但歷經幾次賽事都未能奪下對方的腰帶。之後在2008年4月11日費斯圖斯則有與重量級冠軍送葬者展開一場一對一單打，比賽結果最後是讓費斯圖斯輸在送葬者的關節技「地獄之門」（Hell's Gate）之下。
到了2009年4月15日，WWE把費斯圖斯調到《RAW》節目裡，結束了他與傑西近兩年的合作關係。

#### 直刃族公會

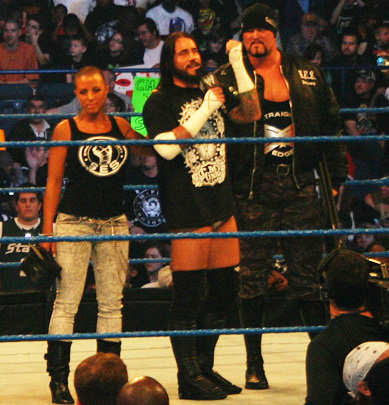
和CM Punk（中）與賽瑞娜·蒂（左）一同在擂台上的蓋洛斯。

2009年11月底WWE給了費斯圖斯一個全新的形象，風格與過去的不同為留著鬍子，以及剃掉頭髮的模樣。劇情線部份是讓另名選手CM Punk宣稱他以直刃族的生活方式，治好了費斯圖斯之前的呆滯狀況，使費斯圖斯能以「路克·蓋洛斯」（Luke Gallows）的身份重生。路克·蓋洛斯便設定成是CM Punk的忠實跟班，並和賽瑞娜·蒂等人，組成了以CM Punk為首的反派團體「直刃族公會」（The Straight Edge Society）。
在蓋洛斯與CM Punk聯手搭檔的時期裡，他們曾在2010年1月期間的一場四方威脅賽上，擊敗了麥特·哈迪與巨人卡利等人的雙打組合，取得了向雙打冠軍挑戰的頭號資格。不過之後在面對米茲與Big Show，以及D-Generation X的三重威脅賽裡未能成功取得雙打冠軍。
蓋洛斯與CM Punk之間的對立情節是從2010年9月3日的節目上開始，當時他們在一場二對一的讓步賽上輸給了Big Show，賽後CM Punk因對蓋洛斯有所不滿，而朝向他做出攻擊。在9月16日節目裡蓋洛斯向觀眾宣佈他已不再是直刃族公會的一份子，而想做自己的主人。
到了11月19日，蓋洛斯與其他幾名選手被WWE給解約釋出。

### TNA時期

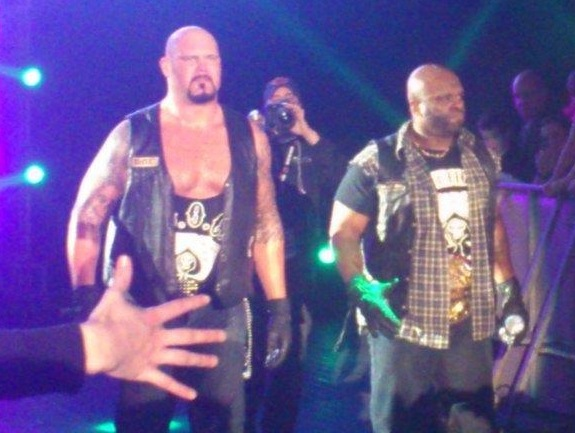
與迪蒙·達利（右）入場的D.O.C。

離開WWE後，安德魯曾於2011年期間有在TNA裡出賽一些未在電視上播出的賽事，也有在TNA向印度市場所推出的摔角節目《Ring Ka King》裡露臉。
2012年9月期間安德魯被拉上TNA的主秀，成為反派團體「Aces & Eights」旗下一員，並改用簡稱為「D.O.C」的擂台名稱「渾沌總帥」（Director of Chaos）。
在Aces & Eights裡，D.O.C所授予的地位是「戰士」（Soldier），並被安排與迪蒙合作來組成雙打，他們初期對上的選手是寇特·安格與史汀等人。D.O.C首次登場的TNA按次付費電視節目則是11月11日《Turning Point》大賽上，之後也多擔任與各方團體對戰的成員之一。
不過約半年多後的2013年6月期間，TNA未有向D.O.C繼續續約的打算，而決定將他釋出。而他會離開節目的原因，被安排成是與甘迺迪先生在競爭Aces & Eights團體裡的「副總裁」（Vice President）地位落敗，而得離開團體的劇情。

### 新日本時期
2013年11月11日，安德魯加入了新日本職業摔角，成為該聯盟的反派團體「子彈俱樂部」旗下一員。外觀造型上是會在顏面塗上彩繪，並改以「渾沌總帥蓋洛斯」（Doc Gallows）作為選手名。加入新日本沒多久蓋洛斯與子彈俱樂部成員之一卡爾·安德森組成雙打，參加11月23日起展開的《世界雙打錦標賽》，最後他們成為該賽事系列裡的優勝隊伍。隔年1月4日的《Wrestle Kingdom 8》上，蓋洛斯與安德森擊敗了史密斯 Jr.和蘭斯·亞瑟的組合，拿下IWGP雙打冠軍腰帶。
隨後蓋洛斯與安德森展開了長期將雙打冠軍腰帶給防衛成功的成績，直到2015年1月4日《Wrestle Kingdom 9》輸給後藤洋央紀與柴田勝賴為止，在落敗之前他們持有了雙打冠軍腰帶整整一年時間。
蓋洛斯與安德森往後在2015年2月11日的《The New Beginning in Osaka》、7月5日的《Dominion 7.5 in Osaka-jo Hall》，各別拿下在新日本期間的第二次與第三次雙打冠軍。其中蓋洛斯也有參與了當年夏季《G1 Climax》巡迴賽，不過最後結果是與天山廣吉並列在組別裡的積分最低選手。
2016年1月4日《Wrestle Kingdom 10》大賽裡蓋洛斯與安德森輸掉他們第三次得到的雙打冠軍後，開始流傳出他要與安德森一同離開新日本前往WWE的消息。到了2月20日的《Honor Rising: Japan 2016》，蓋洛斯參與了他在新日本的最後一場比賽，當天他和安德森以及子彈俱樂部另兩名成員厄運費瑞與塔瑪·東加合組，與後藤洋央紀、柴田勝頼、巴比·費許，以及凱勒·歐萊禮展開一場四對四大戰。雖然蓋洛斯的一方陣營最後輸了比賽，但賽後費勒與東加都有為他和安德森獻上祝福，他與安德森在離場前也有以叩頭方式向觀眾致謝告別。

### 重回WWE

#### 與A·J的重組

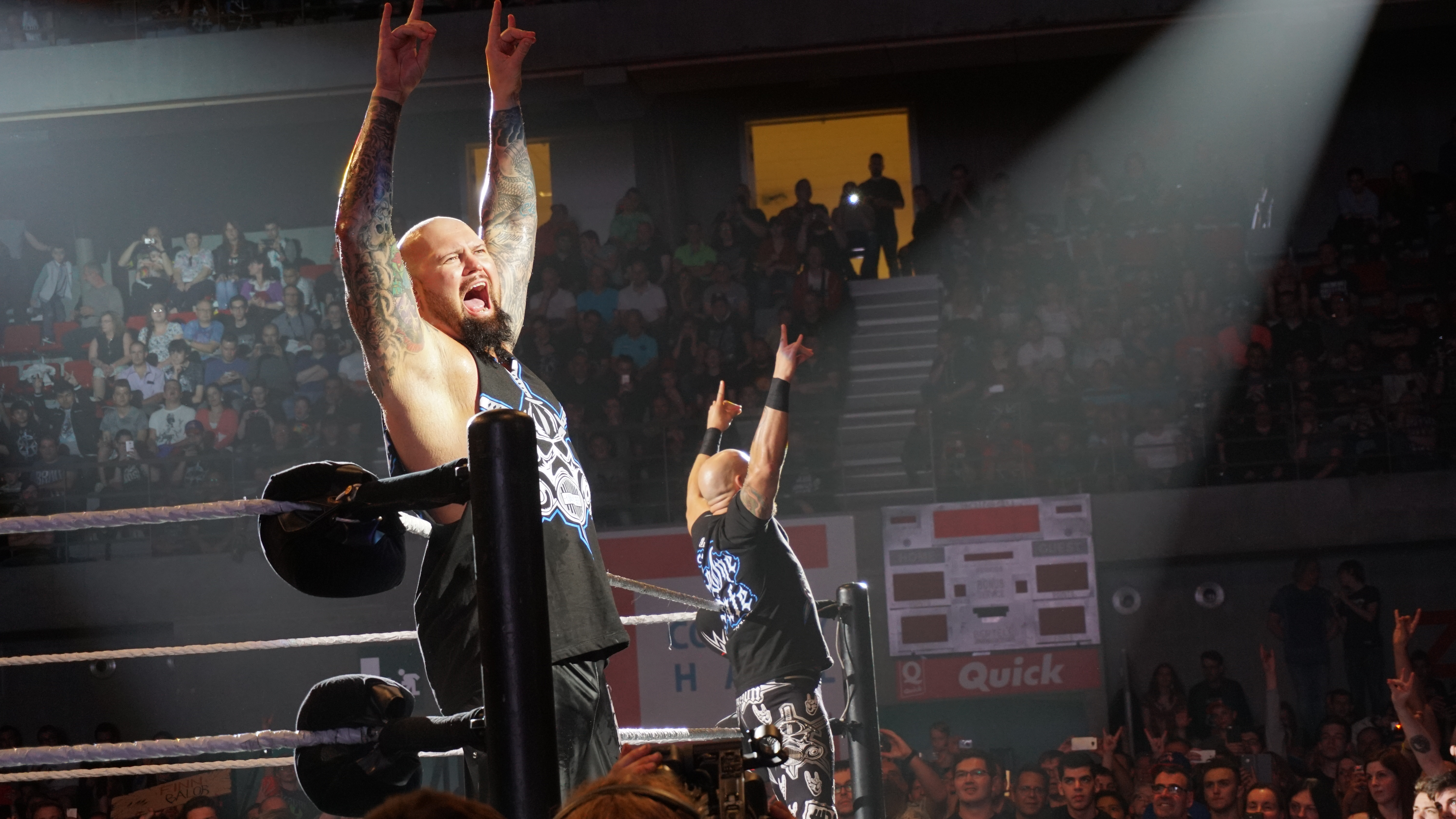
與卡爾·安德森（右）一同雙手比出過去在子彈俱樂部裡使用的「Too Sweet」手勢。

2016年4月11日安德森現身到離開多年的WWE節目上，他沿用了過去使用的「路克·蓋洛斯」選手名，與安德森以亂入的方式攻擊擂台上的烏索兄弟。隔週過去在新日本子彈俱樂部裡合作的夥伴A·J·史泰爾斯，在與當時WWE世界冠軍腰帶持有者羅曼·瑞恩斯對峙後，蓋洛斯與安德森同樣以亂入方式闖進擂台攻擊了羅曼。
不久蓋洛斯、安德森，與A·J三人宣佈成立了名為「俱樂部」（The Club）的組合團體。當時他與安德森主要的角色定位是與A·J一同對抗羅曼·瑞恩斯以及烏索兄弟一方，和往後的約翰·希南。到了在7月期間裡，因WWE規劃出將旗下選手各別分派在《RAW》與《SmackDown》兩個節目的方案緣故，當時讓蓋洛斯與安德森分配到《RAW》；A·J分配到《SmackDown》，使他們與A·J的合作暫告一段落。
調到《RAW》之後的蓋洛斯與安德森，被安排與當時雙打冠軍持有者The New Day發生對抗。到了8月21日《夏日衝擊》他們與The New Day展開雙打冠軍戰時，因為是靠著取消資格的方式獲勝，未能奪下對方的腰帶。直到2017年1月29日他們在《皇家大戰》節目上擊敗了席莫斯與希薩羅的組合「The Bar」後，首次拿下他們在WWE的雙打冠軍。但4月2日第33屆《摔角狂熱》裡他們在面對一場和The Bar、埃索與凱斯，以及哈迪兄弟的四組雙打攻防戰上未能獲勝，最後把腰帶讓給了哈迪兄弟。

#### 與芬恩的重組
2018年1月1日，蓋洛斯與安德森和過去新日本子彈俱樂部創始成員芬恩·貝勒再次重聚合作。他們在重聚後首次的出賽是和埃利亞斯、波·達勒斯，以及柯爾提斯·艾克賽爾舉行一場三對三的對抗，並且有在最後拿下勝利。蓋洛斯之後有與安德森在1月28日的《皇家大戰》裡，向當時雙打冠軍王者The Revival挑戰腰帶，但未能成功。
4月17日WWE宣佈進行年度的選手改組，當時蓋洛斯與安德森被分配到《Smakcdown》節目裡，結束了和芬恩數個月的重聚。

#### Smakcdown
和安德森一同來到《Smackdown》後，在5月22日節目上蓋洛斯與安德森戰勝了烏索兄弟，得到向盧克·哈波爾和埃爾伊克·洛望的組合「棒槌兄弟」（The Bludgeon Brothers）挑戰雙打冠軍的資格。之後在6月17日《公事包大戰》裡，蓋洛斯與安德森挑戰棒槌兄弟的雙打腰帶失敗。兩天後19日的《Smackdown》裡，蓋洛斯與安德森再次棒槌兄弟挑戰，但該回也未能勝出。

## 擂台資料

### 個人招式

#### 終結技

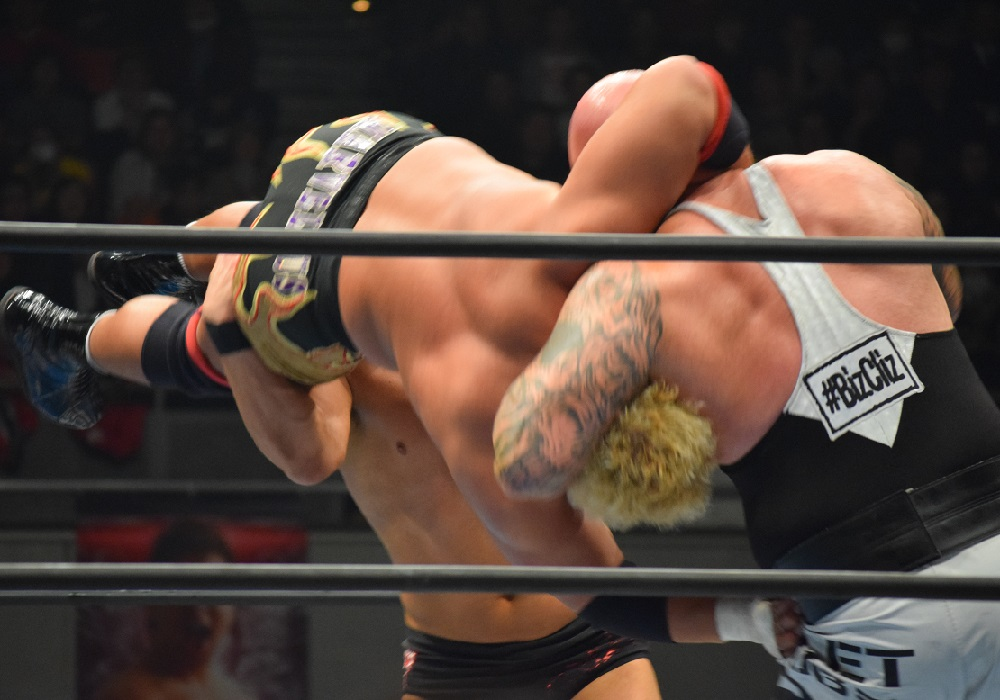
與卡爾·安德森一同向真壁刀義（中）施展合體終結技魔幻殺手。

- 蓋洛斯高舉（Gallows Pole）

為摔角裡的「勒喉炸彈摔」（ChokeBomb）招式，是以兩手勒住對手的頸部高舉起來後，來朝向地面重摔。
- 費斯圖斯拋摔（Festus Flip）

在過去以「費斯圖斯」為造型時採用的終結技。是將對手扛在肩上後，迴轉對手的身軀讓臉部朝向地面撞擊的招式，
- 魔幻殺手（Magic Killer）

與安德森合作使出的招式。先和安德森分別抓住對手上下半身來舉到半空後，把對手甩向一旁的地面重摔。

#### 其它代表招式
- 連發拳打（Multiple Body Strikes）
- 大腳踢擊（Big boot）
- 高角度旋踢（High Kick）
- 蹬踢（Thrust Kick）
- 身體撞擊（Body avalanche）
- 巨體壓制（Big Splash）
- 睺輪落（Chokeslam）
- 炸彈摔（Powerbomb）

### 冠軍頭銜

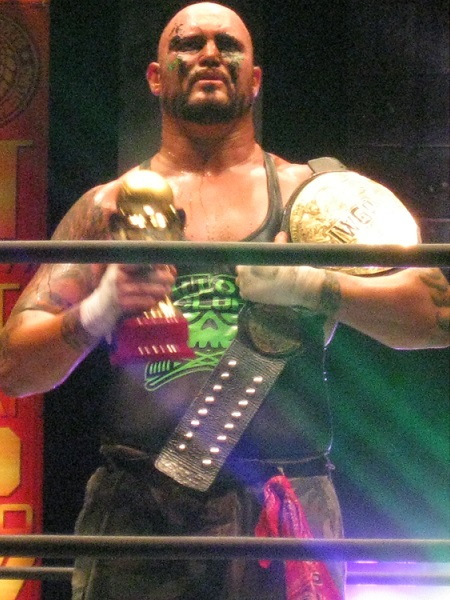
持著新日本IWGP雙打冠軍腰帶的蓋洛斯。

NWA聯盟
- NWA南方雙打冠軍腰帶1次

新日本職業摔角
- IWGP雙打冠軍腰帶3次
- G1雙打錦標賽優勝隊伍1次

WWE聯盟
- WWE雙打冠軍1次

### 評比
- 摔角雜誌《Pro Wrestling Illustrated》評比2016年度前500大選手第65名[28]

## 外部連結
- 路克·蓋洛斯在WWE官方網站的介紹 （页面存档备份，存于）（英文）
- 路克·蓋洛斯的X（前Twitter）（英文）
- 路克·蓋洛斯的Facebook專頁（英文）
- 路克·蓋洛斯的Instagram帳戶（英文）